# 車路墘 (臺南市)
車路墘，是臺灣臺南市仁德區的一個傳統地域名稱，位於該區南部。相較於今日行政區，其範圍大致包括保安里西大半部、文賢里西部、二行里東部偏南側一小段。
本地區境內主要聚落為車路墘、三爺宮，設有嘉南藥理大學、仁德文賢國中、文賢國小。

## 歷史
台灣日治初期，車路墘地區為一街庄，稱為「車路墘庄」（舊制街庄），隸屬於文賢里。該庄昔日西北及北與十三甲庄、田厝庄為鄰，東與三甲仔庄為鄰，東南邊及南邊為二橋庄，西邊為大甲庄。
1901年（日治明治三十四年）11月11日，全台廢縣廳改設二十廳，該庄隸屬於臺南廳。1904年（明治三十七年）3月31日，該庄編入「文依區」，隸屬於臺南廳。1909年（明治四十二年）10月25日，全台合併二十廳為十二廳，文依區仍隸屬於臺南廳。1920年（大正九年）10月1日，全台地方制度大改正，廢十二廳改設五州二廳，該庄改制為「車路墘」大字，隸屬於臺南州新豐郡永寧庄（新制街庄）。1940年（昭和十五年）10月1日，永寧庄廢庄，本地區改併入仁德庄
戰後仁德庄改制為仁德鄉，隸屬於臺南縣，大字亦改制為村。1950年（民國39年）10月25日，雲、嘉、南分治，仁德鄉仍隸屬於臺南縣。2010年（民國99年）12月25日，臺南縣、市合併為直轄臺南市，仁德鄉改制為仁德區，村亦改制為里。

## 聚落
本地區發展較早的聚落為車路墘、三爺宮，在日治初期的官方地圖上已有記載。

## 交通
台鐵縱貫線是台灣西部南北向鐵路幹線，經過本地區東北部及東部，並在境內設有保安車站及仁德車站。前者屬三等站，後者屬簡易站，均僅停靠縱貫線及沙崙線區間車；由此可前往台鐵沿線各站。
省道台86線又稱「東西向快速公路－台南關廟線」，經過本地區東北端，並在本地區西北角北側不遠處的省道台1線交會口設有台南交流道。由此可快速前往台86線沿線各地，或銜接國道1號、國道3號。
省道台1線又稱「縱貫公路」，是台北至楓港的傳統平面幹道，經過本地區西部邊界地帶。由該道路北行經省道台86線台南交流道後，可前往東區/南區、永康區、新市區、善化區地，南行可前往高雄市湖內區、路竹區、岡山區、橋頭區等地。
市道177號是蔦松至二行的道路，其南側端點（終點）位於本地區西南部的省道台1線路口。由此向東轉東北經過本地區的車路墘聚落後，可前往仁德區仁德市區、永康區，並止於蔦松地區的省道台1線路口。
區道南147線是永寧橋至二行的道路，其東側端點（終點）位於本地區西部邊界地帶南側的二行一路路口。
區道南155線是上崙至太爺的道路，其南側端點（終點）位於本地區西部邊界地帶中央的省道台1線路口，由此向東北轉東北東會經過本地區的三爺宮聚落南側。
區道南352線是十三甲至龜洞的道路，經過本地區車路墘聚落。

## 學校
- 嘉南藥理大學
- 臺南市立仁德文賢國民中學
- 臺南市仁德區文賢國民小學